# Пилипчук Павло Мар'янович
Павло Мар'янович Пилипчук (нар. 12 січня 1970, м. Соснівка, Львівська область) — український спортивний журналіст, історик футболу, викладач, політичний діяч.

## Життєпис
Закінчив Львівський державний університет фізичної культури, Львівський інститут менеджменту та Львівську комерційну академію. Також навчався у Wayne State University (Детройт, США).
Висвітлював зимові Олімпійські ігри в Турин (2006) та Ванкувер (2010).
Колишній гравець та тренер аматорського ФК «Рочин» (Соснівка). Працював у футбольних клубах «Скала» (Стрий) і «Карпати» (Львів).
Був керівником проекту газети «Карпати» (Львів), головним редактором газет «Карпати» (Львів) та «Українська Думка» (Лондон).
2000—2005 — віце-президент Федерації футболу Львівської області. Лауреат гала-вистави «Людина футболу Львівщини» у 2000, 2001 і 2002 рр.
З листопада 2010 по листопад 2015 років — депутат Червоноградської міської ради. Секретар Червоноградської міської ради з 2 грудня 2010 по 2 грудня 2015 рік.

## Доробок
Автор
- «Творчий шлях прекрасної людини» (1997)
- «Тренер від Бога» (2001)
- «Їх імена історія „Карпат“» (2001)
- «„Карпати“ від А до Я» (2006)
- «Валентин Борейко та його футбол» (2007)
- «Футбольні постаті Львова» (2008)
- «СКА „Карпати“ — була така команда» (2009)
- «Чемпіонат світу — 2010» (2010)
- «Мирон Маркевич: шлях до визнання» (2011)
- «Тренер з Галичини» (2012),
- «Єврокубкові матчі Мирона Маркевича» (2014)
- «„Дніпро“- шлях до Варшави» (2015)
- «Мирон Маркевич» (2016)
- «„Шахтар“ — за крок до Базеля» (2016).

Автор багатьох футбольних довідників-календарів. Його статті друкували, зокрема, у газетах «Український футбол», «Спорт-Експрес», «Команда», «Фізкультурник Білорусі», «Високий Замок», «Факти», «Сегодня», «Молода Галичина», «Спортивка», «Новини Прибужжя», «Вісник», «Українське Слово» (Париж, Франція), «Українська Думка» (Лондон, Англія).

## Сім'я
Дружина: Оксана Пилипчук. Батько трьох дітей.
Брат політика Ігоря Пилипчука.